# Jean-Marie-Joseph Coutelle
Jean-Marie-Joseph Coutelle, né au Mans le 3 janvier 1748 et mort le 20 mars 1835 à Paris XIe, est le chef de la première Compagnie d'aérostiers au monde, et un des savants de la Commission des sciences et des arts ayant participé à la campagne d'Égypte menée par le général Bonaparte.

## Biographie

### Compagnie d'aérostiers

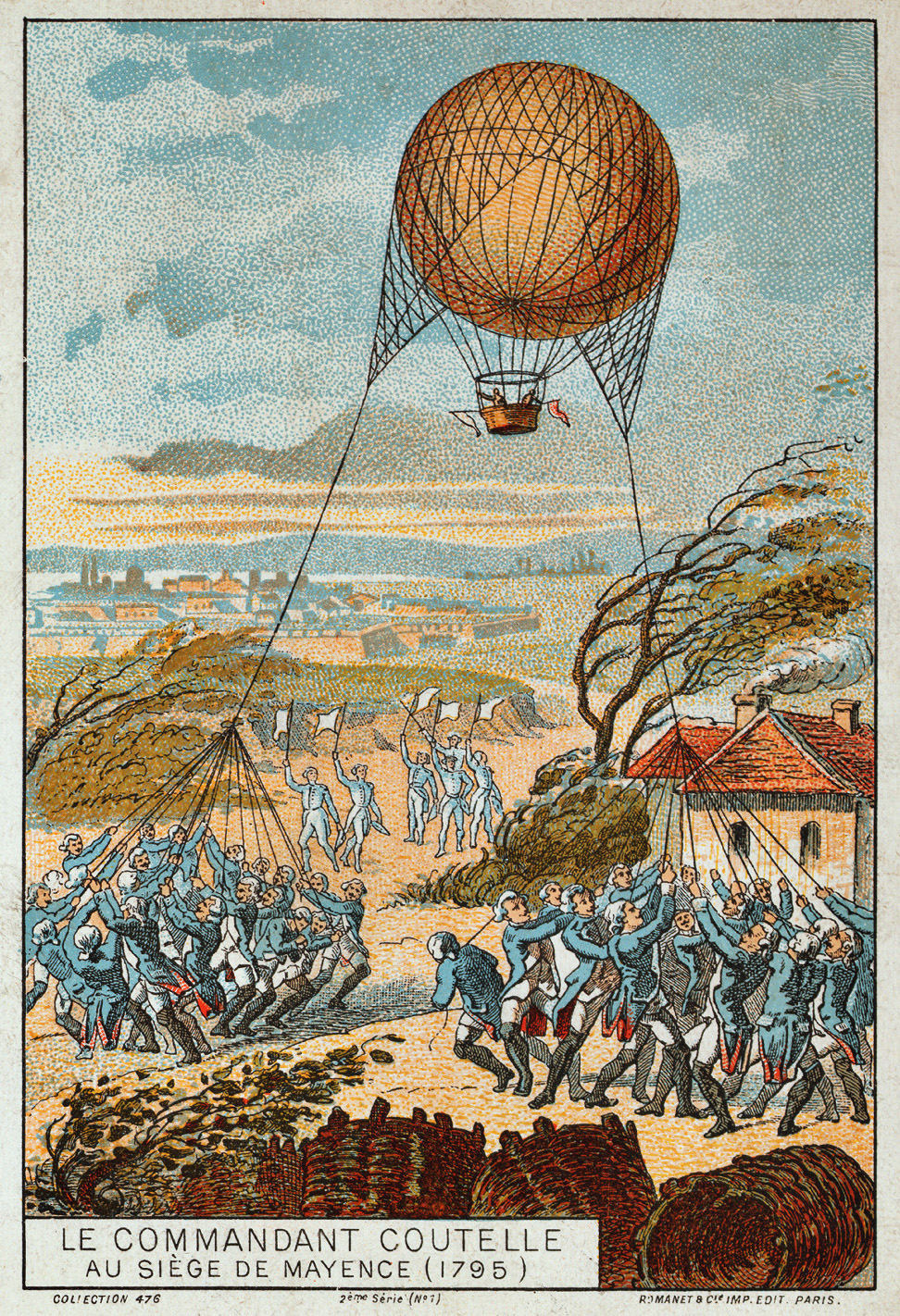
Le commandant Coutelle au blocus de Mayence en 1795.

Ayant fait la connaissance du physicien Jacques Charles avec lequel il s'intéresse aux ballons à la suite de l’expérience des frères Montgolfier, il est nommé le 2 avril 1794 par la convention, capitaine de la 1re Compagnie d'aérostiers, pour diriger des ballons des armées de la République.
Le 26 juin 1794, lors de la bataille de Fleurus, Coutelle effectue à bord de L'Entreprenant la première observation militaire de l'histoire de l'aérostation. Les observations sont transmises en utilisant des pavillons du code de signalisation maritime, ou bien des feuilles de papier annotées transmises au sol dans un petit sac en cuir glissant le long d'un câble.

### Campagne d’Égypte
Membre de la Commission des sciences et des arts créée le 16 mars 1798, il insiste auprès de Bonaparte pour que la première compagnie rejoigne le corps expéditionnaire de la campagne d'Égypte. Il embarque son matériel aéronautique à bord du Patriote et de l'Orient, qui seront détruits lors de la bataille d'Aboukir au large d'Alexandrie, les 1er et 2 aout 1798. Il participe alors au volet scientifique de la campagne avec ses collègues organisés dans différentes sections : mathématiques, physique et histoire naturelle, économie politique, littérature et arts. Les savants observent la nature égyptienne, prennent des dessins et s'intéressent aux ressources du pays. Accompagnant la section de mathématiques Costaz, il tombe en admiration devant les deux obélisques de Louxor. Au retour, il fera à l'Institut d'Égypte, fondé sous la présidence de Gaspard Monge le 24 août 1798, une communication originale sur le moyen de transporter l'un de ces monolithes. Une trentaine d'années plus tard, on s'y prendra de manière assez voisine pour transporter l'obélisque à Paris.
En novembre 1800, avec l'ingénieur des mines Rozière, il est autorisé à accompagner la grande caravane de Tor, forte de mille huit cents chameaux, qui doit se rendre au Sinaï. 

### Fin de carrière
La première compagnie est dissoute à son retour en France en 1802, et Coutelle apporte à Napoléon Ier son expertise des ballons pour son projet d'invasion de l'Angleterre.
Membre de la Légion d’honneur le 17 janvier 1805, il est nommé Chevalier de l’Empire le 28 juin 1809.
Il est enterré dans la 11e division du cimetière du Père-Lachaise,, où sa tombe a été restaurée en 2004 par « Le Souvenir français ».